# 朝鮮文 (朝鮮貨幣)
文是一種曾於高麗時期兩度嘗試製造，並在1625年朝鲜王朝時期正式開始使用的貨幣系統，並一直使用到 1892年。 
在發行文這一單位之前，高麗王朝曾發行刻有「通寶」和 「重寶」字樣的硬幣，以及使用被稱為“ŭnbyŏng”的銀幣。 
以文計價的硬幣是用黃銅或青銅等銅合金鑄造的，外觀呈圓形，中間開有方孔。
從17世紀到19世紀末之間，以文計價的硬幣是民間中最流通最廣泛的貨幣，這些貨幣上面刻有「常平通寶」（韓語：상평통보）四字。 
1888年開始，鑄造了少量刻有以文和圜（等於1000文）字樣的硬幣。 1892 年引進两後，文便被取代。
文這一貨幣在被廢除後依然流通了很長一段時間，它們在朝鮮國內是等同於0.1錢（1⁄1000圜）價值的法定貨幣，直到 1908 年，它們被重新認定為0.2錢（1⁄500圜）的幣值。

## 單位
朝鮮文這一貨幣單位與傳統東亞漢字圈的貨幣單位：文有著同源關係，同為漢字文化圈中的最小幣值，使用相同單位的國家包含：中國（文）、日本 （／）、琉球（／）及越南（越南语：／）。

## 幣樣

### 機鑄幣
在 1880 年代和 1890 年代，朝鮮政府嘗試了幾種有孔機器鑄造硬幣設計，目前尚不清楚其中一些硬幣是否有進入民間流通使用。
雖然常平通寶系列的硬幣已有250多年的生產歷史，但終將於1892年結束，而早在10年前的1882年（高宗19年），朝鮮政府就有嘗試使用西方的機器、技術、設計和方式來鑄造新版本的硬幣。
第一批正式流通的機鑄幣是由銀製成的，並且沒有原先的傳統開孔設計。

### 常平通寶機鑄測試幣（測試版）
在此期間，朝鮮的中央鑄幣廠（韓語：典圜局／전원국）曾鑄造了一種黃銅製，並保有傳統帶有圓形中心孔洞設計的機鑄常平通寶貨幣。
機器鑄造的5文常平通寶硬幣裡，至少使用了三套不同的模具，這些設計類似於1883年鑄造的5文Yeopjeon版本的硬幣。據了解，這三套貨幣中只有一套被確實地雕刻過，由來自日本大阪造幣廠的首席雕刻師增田於1891年設計了這套版型。而這三種設計中只有一種版別曾（非常有限地）流通於民間。
但由於造幣廠的鑄幣機器不太適合在硬幣的中心上打孔，因此這種傳統硬幣設計的機鑄幣最終並沒有被採用。
| 常平通寶（機鑄版） | 常平通寶（機鑄版） | 常平通寶（機鑄版） | 常平通寶（機鑄版） | 常平通寶（機鑄版） | 常平通寶（機鑄版） | 常平通寶（機鑄版） | 常平通寶（機鑄版） |
| 正面圖案           | 反面圖案           | 幣值               | 成分               | 描述               | 描述               | 描述               | 鑄造年分           |
| 正面圖案           | 反面圖案           | 幣值               | 成分               | 邊齒               | 正面               | 反面               | 鑄造年分           |
|                    |                    | 5文                | 黃銅               | 平滑               | 常平通寶           | 典一當五           | 1884               |
| ------------------ | ------------------ | ------------------ | ------------------ | ------------------ | ------------------ | ------------------ | ------------------ |

### 大東貨幣（第一版）
當朝鮮根據1876年的《江華島條約》開放其港口城市並與日本商人進行貿易時，小面額的常平通寶貨幣對於需要進行交易金額較大的經濟活動來說很不方便，這使得政府必須發行大面額的貨幣。而在此期間，日本的影響力也更加地侵入朝鮮半島。
所有這些硬幣的正面銘文均刻有“大東”（대동，字面意思是“大東方”，是韓國的別名之一）。所有這些新製的硬幣均由戶曹局（호조국）造幣廠製造，該造幣廠還負責製造常平通寶貨幣。主要區別在於，硬幣上的「戶」（호）造幣廠標記位於一個圓圈的中間，該圓圈本身位於硬幣反面的中心，並被彩色琺瑯包圍（顏色為藍色、綠色或黑色）。沒有彩色景泰藍的樣本的價值約為彩色大東硬幣正常估價的一半。存在多種類型的 1、2、3 錢的試鑄品。
| 大東銀幣 | 大東銀幣 | 大東銀幣 | 大東銀幣     | 大東銀幣   | 大東銀幣 | 大東銀幣 | 大東銀幣 | 大東銀幣 | 大東銀幣  |
| 正面     | 反面     | 幣值     | 成分         | 成分       | 成分     | 描述     | 描述     | 描述     | 鑄造年分  |
| 正面     | 反面     | 幣值     | 直徑         | 重量       | 成分     | 邊齒     | 正面     | 背面     | 鑄造年分  |
|          |          | 1 錢     | 20 ~ 22 mm   | 3.4–3.7 克 | 銀       | 平滑     | 大東一錢 | 戶       | 1882–1883 |
|          |          | 2 錢     | 27 ~ 28 mm   | 7.1–7.7 克 | 銀       | 平滑     | 大東二錢 | 戶       | 1882–1883 |
|          |          | 3 錢     | 32.5 ~ 33 mm | 10.6 克    | 銀       | 平滑     | 大東三錢 | 戶       | 1882–1883 |
| -------- | -------- | -------- | ------------ | ---------- | -------- | -------- | -------- | -------- | --------- |

除了整體設計圖案外，3錢硬幣還有多種變體，其中包括字體大小的變體（大字體、中字體和小字體）。大東硬幣被視為只是情急之下的過度品，為的是讓朝鮮在能夠鑄造足夠的西式硬幣之前，能暫且滿足其國內的貨幣需求。

### 京成典圜局貨幣（第二版）
在大東貨幣發行的五年後，即1886年至1888年之間（從開國497年開始），朝鮮政府於1886年11月在漢城南大門所設立的鑄造局——京城典圜局 (경성전환국)開始生產少量以文和圜計價的機鑄幣。 當時擔任造幣廠總廠長的是穆麟德。  這些新硬幣的硬幣圖案設計與當時的日本一圓銀幣相似，硬幣正面有一條被文字包圍的龍，而硬幣背面有一個帶有徽章的花環，並刻上其面額。在這種新的貨幣單位中，1文價值 為1⁄1000圜，並生產三種不同的面值單位貨幣，分別為：5文，10文及1圜。
第二版的機鑄幣首次有來自日本的技術人員幫助並鑄造，並於1886年在三名德國技術人員的幫助下鑄造。但由於來自德國的技術人員對於朝鮮政府來說太過昂貴，因此在僅僅一年後的1887年，他們就被日本的大阪造幣廠的員工取代。到1887年底，已有20多名日本造幣工人在朝鮮就職。
但在這些新設計的機鑄幣準備發行前夕，一位朝鮮政治家試圖將貨幣改回原先的舊版設計，因此這些新製貨幣並沒有太多的流通。
| 京成典圜局貨幣 | 京成典圜局貨幣 | 京成典圜局貨幣 | 京成典圜局貨幣 | 京成典圜局貨幣 | 京成典圜局貨幣    | 京成典圜局貨幣 | 京成典圜局貨幣                                                                | 京成典圜局貨幣   | 京成典圜局貨幣 |
| 正面           | 反面           | 幣值           | 成分           | 成分           | 成分              | 描述           | 描述                                                                          | 描述             | 鑄造年分       |
| 正面           | 反面           | 幣值           | 直徑           | 重量           | 成分              | 邊齒           | 正面                                                                          | 背面             | 鑄造年分       |
|                |                | 5 文           | 21.7 mm        | 2.8 克         | 98%铜, 1%錫, 1%锌 | 平滑           | 韓國龍 周圍刻有：大朝鮮開國四百九十（五／六／七）年 ○ 오문 ○ 5 MUN            | 國徽，樹枝，五文 | 1886–1888      |
|                |                | 10 文          | 27.5 mm        | 6.5 克         | 98%铜, 1%錫, 1%锌 | 平滑           | 韓國龍 周圍刻有：大朝鮮開國四百九十（五／六／七）年 ○ 십문 ○ 10 MUN           | 國徽，樹枝，十文 | 1886–1888      |
|                |                | 1圜            | 38 mm          | 26.95 克       | 90%銀, 10%铜      | 平滑           | 韓國龍 周圍刻有：大朝鮮開國四百九十（五／六／七）年 ○ 원일 ○ 416•1 WARN • 900 | 國徽，樹枝，一圜 | 1886–1888      |
| -------------- | -------------- | -------------- | -------------- | -------------- | ----------------- | -------------- | ----------------------------------------------------------------------------- | ---------------- | -------------- |

1圜面值的硬幣總共只鑄造了1,300枚，非常稀有。雖然5文幣和10文幣的發行量並未公佈，但硬幣的總價值約為2,800文幣。由於這些新鑄造的硬幣並沒有受到韓國公眾的歡迎，它們很快就被從流通中剔除。

### 紀念幣
1895年4月簽訂《馬關條約》，結束了甲午戰爭，該條約包含了使朝鮮半島完全獨立於清朝政府。 而在1896年，為了紀念這一獨立事件，高宗採用了建陽的年號，並在韓國貨幣史上首次鑄造了印有君主年號的“建陽通寶”的貨幣。而這些是屬於紀念幣，不會投入一般現金流通。

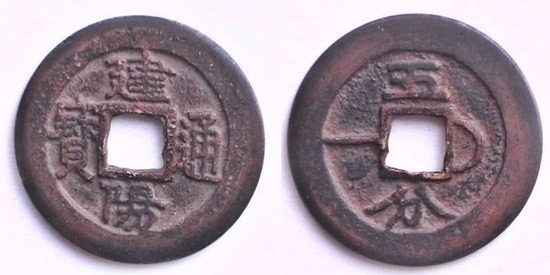
建陽通寶紀念幣。